# Tudor Ciortea
Tudor Ciortea (* 28. November 1903 in Brașov; † 13. Oktober 1982 in Bukarest) war ein rumänischer Komponist.

## Leben
Ciortea begann seine musikalische Ausbildung siebenjährig in seiner Heimatstadt bei Gheorghe Dima und Rudolf Lassel und setzte sie 1921–22 in Cluj bei Johannes Schuller (Harmonielehre) und Ilie Sibianu (Klavier) fort. 1925 studierte er in Brüssel bei Joseph Jongen und 1926–27 in Paris bei Maurice Imbert Kontrapunkt. An der École normale de musique de Paris setzte er bis 1928 sein Studium in den Fächern Komposition bei Paul Dukas und Musikanalyse bei Nadia Boulanger fort. Nach seiner Rückkehr nach Rumänien studierte er schließlich bis 1930 am Bukarester Konservatorium (heute Nationale Musikuniversität Bukarest) Kontrapunkt und Komposition bei Ion Nonna Otescu sowie Musikgeschichte und Folklore bei Constantin Brăiloiu. Daneben absolvierte er von 1920 bis 1924 ein Studium an der Handelsakademie in Cluj und von 1924 bis 1926 ein Jurastudium in Brüssel.
Zunächst arbeitete Ciortea als Musikwissenschaftler und Lehrer am Konservatorium „Ciprian Porumbescu“. Seine Laufbahn als Komponist begann er erst im Alter von mehr als vierzig Jahren. Ähnlich wie Béla Bartók nahm er Motive und Formen der Volksmusik auf, die er mit der zeitgenössischen Tonsprache bis hin zu Strukturen der seriellen Musik und der Dodekaphonie verband. Für sein Schaffen wurde er mit vielen Preisen geehrt. Unter anderem erhielt er 1955 den rumänischen Staatspreis, 1964 den Preis der Rumänischen Akademie und den Titel Emeritus Master of Art, 1966 den Kultur-Verdienst-Orden und 1971 den Stern der Sozialistischen Republik Rumänien. 1969, 1974 und 1976 erhielt er den Preis, 1981 den Großen Preis des rumänischen Komponistenverbandes. Sein Geburtshaus in Brașov ist heute eine ihm gewidmete Gedenkstätte.

## Werke
- Din isprăvile lui Păcăla, Oktett
- De-al copiilor, Klavierstücke
- Konzert für Streichorchester
- Klaviersuite zu Themen aus dem Banat
- Oktett für Bläser, Bratsche, Cello und Klavier